# Ruth Althén

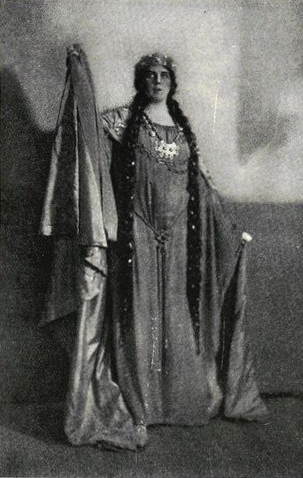
Som Lady Macbeth.

Ruth Ester Althén, född Whitefield, 11 september 1890 i Kristianstad, död 5 januari 1985 i Stockholm, var en svensk operasångerska (sopran). Hon är gravsatt i Kristianstad.

## Biografi
Althén studerade för Thekla Hofer, Haldis Ingebjart och Ture Rangström i Stockholm och Vittorio Vanzo och Giannina Russ i Milano samt Ernst Grenzebach i Berlin. Hon debuterade på Kungliga teatern 1914 som Aida, framträdde därefter som Elsa i Lohengrin och Helena i Mefistofeles, samt anställdes vid Kungliga teatern 1918 och var anställd där till 1938.
Bland hennes roller kan nämnas Elisabet i Tannhäuser, Desdemona i Otello, grevinnan i Figaros bröllop, Ifigenia i Ifigenia på Tauris, Härdis i Härvad harpolekare, Emerentia i Domedagsprofeterna med flera. Hon tillhörde under åren 1918-1938 de främsta på Stockholmsoperan.
Althén gjorde huvudrollen i Turandot vid den svenska premiären 1927.  Althén uppträdde även som konsertsångerska och hennes mångåriga utförande av sopranpartiet i Beethovens nionde symfoni brukar framhållas.
Hon var 1918–1941 gift med organisten och tonsättaren Ragnar Althén.

## Diskografi
Althén är en av sångarna på His Masters Voice inspelning Operan (Röster från Stockholmsoperan under 100 år) där hon sjunger ”Desdemonas Bön” från Verdis Otello.

### På skivbolagetGramophone
- 7-83019 Otello: Desdemonas bön – Återutgiven på: Röster från Stockholmsoperan under 100 år. Spår 27.
- 7-84007 Mefistofele: Månen på vågorna (& Torborg Schröder).
- X 1047 Jungfru Marias vaggsång (Reger).
- Skogen sover (Alfven).